# Adem Karaduman

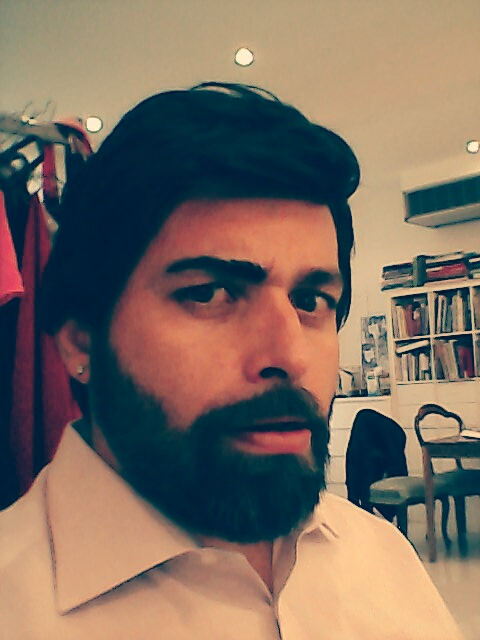
Adem Karaduman (2015)

Adem Karaduman (* 1976 in Wiener Neustadt) ist ein österreichisch-türkischer Schauspieler, Synchronsprecher und Comedian.

## Leben
Adem Karaduman ist als das zweitjüngste von fünf Geschwistern einer Gastarbeiterfamilie aus Antalya in der Wiener Neustadt geboren. Seine Eltern kamen in den sechziger Jahren nach Österreich.
Adem Karaduman besuchte in Istanbul ein Ausbildungszentrum für Schauspieler. Nach einem Jahr ging er weiter nach Köln in die Theaterakademie in Sülz, zur Filmpool-Agentur und zu RTL. Seit 2004 lebt er in Wien, wo er das Prayner Konservatorium besuchte.
In Kino und Fernsehen hat Karaduman mit Regisseuren wie David Schalko, Tim Trageser, Lars Becker, Stefan Ruzowitzky, Paul Harather, Michael Riebl, Wolfgang Murnberger, Urs Egger, Ali Soozandeh, Ali Samadi Ahadi, Ulrich Seidl, Hüseyin Tabak, Umut Dag, Sabine Derflinger, Barbara Eder, Roland Düringer, Peter Brunner und Markus Mörth zusammengearbeitet.
Schon während seiner Ausbildung war Karaduman in der freien Theaterszene aktiv. Mittlerweile steht Karaduman auf Bühnen wie das Volkstheater, Anatomie Theater, Kabarett Simpl, Vindobona Wien, Theater an der Wien, das Rabenhof Theater und weitere Häuser.
Er ist auch als Solokünstler unterwegs.
Er lebt in Wien.

## Kino und Fernsehen (Auswahl)
- 2018: Hilfe, ich habe meine Eltern geschrumpft – Regie: Tim Trageser. Giulio. Prod. Mini Film
- 2017: Teheran Tabu – Kinofilm Regie: Ali Soozandeh. Zwei Rollen (Kollege u. Verkäufer) Prod. Coop99
- 2016: Geschwister – Kinofilm Regie: Markus Mörth Senia Prod. Nominal Film
- 2015: Meine fremde Frau ZDF/ORF Regie: Lars Becker. Erol Öztürk Prod. Mona Film
- Die Schwarze Cobra Regie: Hamit Mafitabar. Der Vater Prod. Mafitabar Prod.
- 2013: High Performance – Mandarinen lügen nicht (Max Ophüls Preis 2014) Regie: Johanna Moder. Der Chef von Daniel (Hauptfigur) Prod. Freibeuter Film
- Die Detektive Regie: Michael Riebl. Prod. MR Film
- 2013: Tatort: Angezählt – ORFeins/ARD Regie: Sabine Derflinger. Polizist Prod. Superfilm
- Schnell ermittelt – ERINNERN – Der Film | ORFeins Regie: Michael Riebl. Hausmeister Prod. MR Film
- Schlawiner zweite Staffel – ORFeins Regie: Paul Harather. Drago Prod. Breitwand Film
- Hast du Nerven – ORFeins Regie: Leo Bauer. Diverse Rollen Prod. Gebhardt Prod.
- Was gibt es Neues? – Talkshow ORFeins. Gastauftritt Prod. Gebhardt Prod.
- Wie gewonnen – Kurzfilm Regie: Robert Passini. Romeo Prod. GalloyPollo-Film
- Mein Almanca – TV-Serie ORF III Regie: Andreas Glantschnig. Murat Güler Prod. ORF III
- 2011: Das Pferd auf dem Balkon – Kinofilm Regie: Hüseyin Tabak. Der Taxler Prod. MINI Film
- Deine Schönheit ist nichts wert – Regie: Hüseyin Tabak. (Int. Preise und 4 Preise beim Öster. Filmpreis 2014) Prod. DOR Film Synchronisation für 4 Rollen
- Franz Ferdinand – ORFeins Regie: Irfan Rahman. König Prod. ORF eins/KIDS TV
- Auftrag für zwei – TV-Serie Regie: Rosenberg. Der Liebhaber Prod. FILMHOF
- Der Beschneider – Kurzfilm Regie: Deniz Dikmen. Der Beschneider Prod. FILMAKADEMIE
- 2011: Kebab mit Alles – ORFeins Regie: Wolfgang Murnberger
- „Aktion:Bunker“ – Kinofilm (Schwarz-Weiß). Regie: Peter Brunner
- 2010: Wie man leben soll – Kinofilm. Regie: David Schalko
- ORF – Dorfers Donnerstalk. Gastauftritt. Regie: David Schalko.
- 2008: Constantin Film & HerbX Filmproduktion – München/Deutschland: Bully sucht die starken Männer
- Umbra Mortis – mit Tobias Moretti und Christoph Waltz. Regie: Urs Egger
- 2004: ORF – Trailer UEFA Euro 2004 EM.
- Dor Film – Die Viertelliterklasse. Kinofilm, Drehbuch: Roland Düringer, Regie: Florian Kehrer
- Seidl Film  – Import Export. Drehbuch, Regie: Ulrich Seidl
- 2002 & 2003: RTL & Filmpool – Köln/Deutschland / Gastauftritte

## Theater

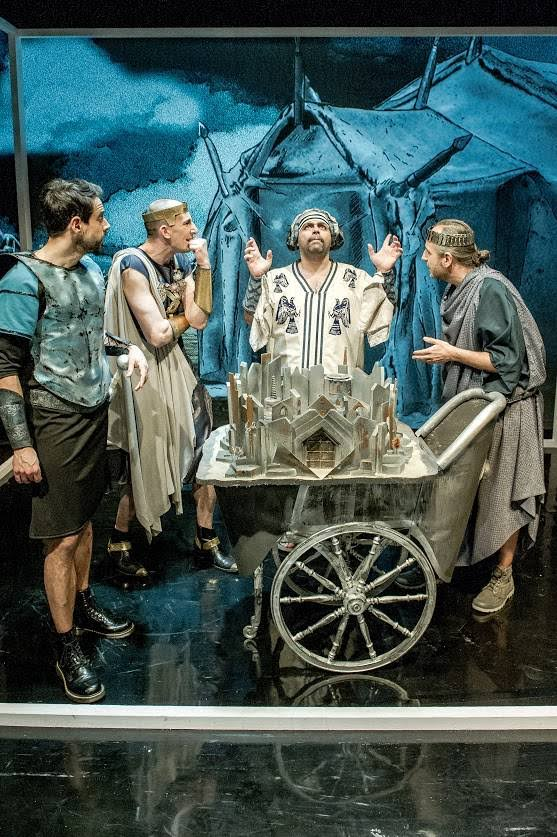
Adem Karaduman in Troja (2017)

- 2017: Troja – Die Geschichte mit dem Pferd[3] – Rabenhof Theater
- 2015: Das Spiel meiner Worte – Solostück
- 2013: Columbo Dreams – Rabenhof Theater
- 2011: Rodelinda – Opernstück im Theater an der Wien, Regie: Philip Harnancourt
- 2009/10: Jägerstraße-Die Grätzl-Soap – Vindobona, Regie: Johannes Glück, Produktion Kabarett Simpl
- Integrationswettbewerb – „3 Raum Theater“ und Volkstheater am Hundsturm. Regie: Joseph Hartmann
- Das Spiel meiner Worte – Interkulttheater: One Man Stand Up Show. Buch, Regie: Adem Karaduman
- 2008: KelimEllerimin Oyunu/Das Spiel meiner Worte – „Akzent Theater“, in türkischer Sprache. Buch, Regie: Adem Karaduman
- Culture Meeting Point & Esperantella Festival, Lesung für die Märchenstunden. Zweisprachig (Deutsch & Türkisch).
- 2002–2003: „Arkadaş Theater“ – Köln/Deutschland – Verschiedene Produktionen. Regieassistenz & DarstellerAdem Karaduman (2012)

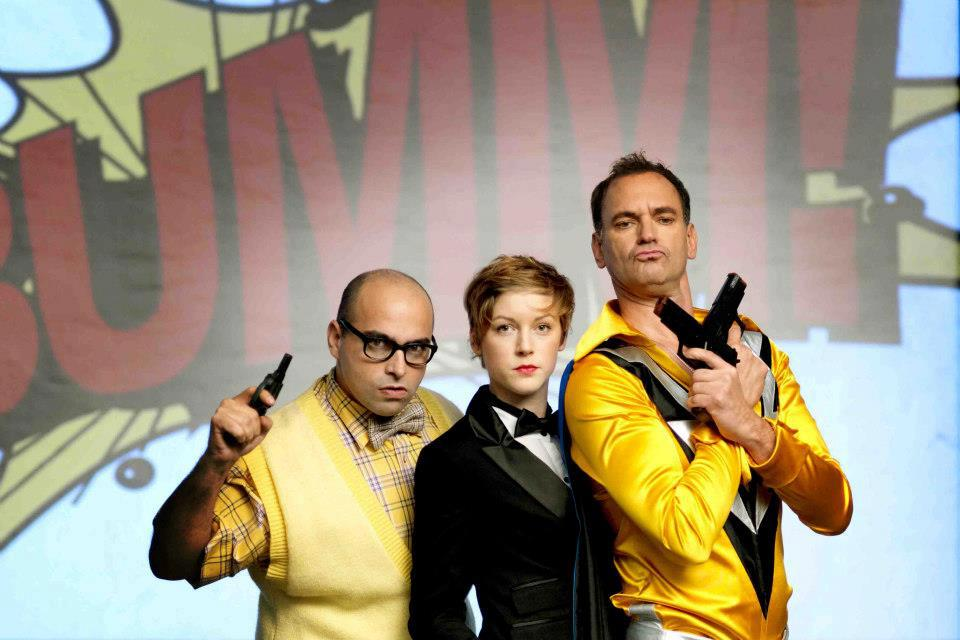
Adem Karaduman (2012)

## Preise und Nominierungen
Auszeichnungen gab es als Team für:
- „Teheran Tabu“, Regie Ali Soozandeh nominiert bei den Cannes Filmfestspielen 2017 für Semaine de la Critique, im offiziellen Wettbewerb von Festival international du film d'animation d'Annecy 2017.
- „Deine Schönheit ist nichts Wert“, Regie Hüseyin Tabak beim Österreichischen Filmpreis, beste Regie, bestes Drehbuch und den besten Spielfilm (plus eine Auszeichnung für die beste Musik an Komponistin Judit Varga).
- Die Krimi Serie Tatort – Angezählt, Regie Sabine Derflinger bekam 2013 den Grimme-Preis.
- Import – Export, Regie Ulrich Seidl. Er wurde nominiert bei den 60. Filmfestspielen von Cannes im Wettbewerb um die Goldene Palme.